# Jardines de Can Castelló
Los jardines de Can Castelló se encuentran en el Distrito de Sarrià-Sant Gervasi de Barcelona. Fueron abiertos al público en 1989 tras una restauración efectuada por Antoni Falcón. El nombre proviene de la masía que fue propiedad de Joaquín Castelló y Elías, actualmente un casal para ancianos.

## Descripción

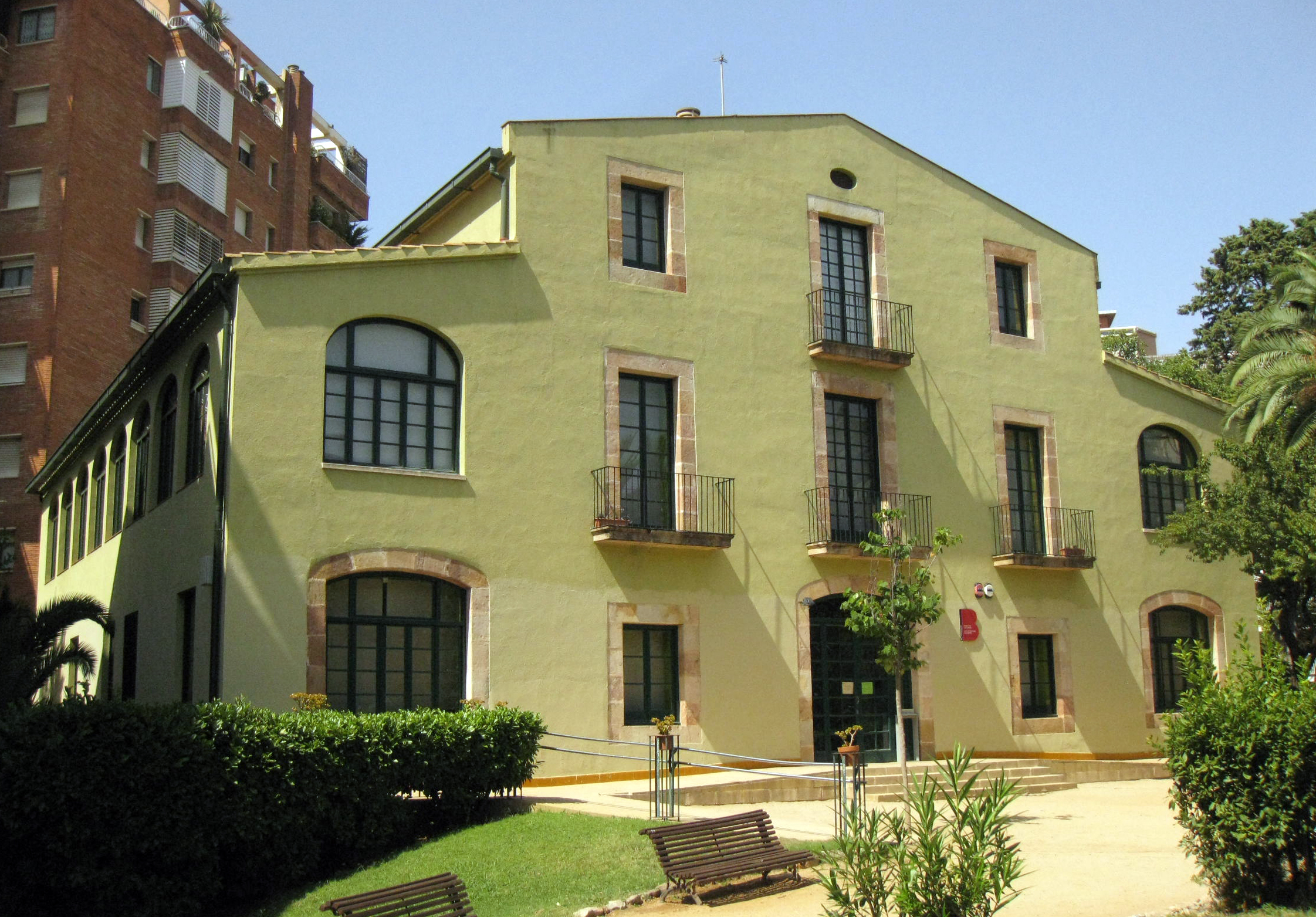
Casal de Can Castelló.

Es un jardín de estilo romántico, con caminos y parterres de formas curvas, marcados con incrustaciones de guijarros. El terreno está delimitado por un alto muro proveniente de la antigua finca, y el acceso se produce a través de una reja de entrada. Dentro del recinto se halla el edificio de la antigua masía, con la tradicional arquitectura solariega catalana. La vegetación es exuberante, con árboles de gran tamaño debido a su edad, entre los que destacan las palmeras y los castaños de Indias.

## Vegetación
Entre las especies presentes en el parque se hallan: la palmera de Canarias (Phoenix canariensis), la yuca (Yucca gigantea), el castaño de Indias (Aesculus hippocastanum), el falso pimentero (Schinus molle), la tuya (Thuja orientalis), la palmera datilera (Phoenix dactylifera), la nolina (Nolina beldingii), el pitósporo (Pittosporum tobira), la adelfa (Nerium oleander), el laurel (Laurus nobilis) y el durillo (Viburnum tinus).